# Thyra de Danemark
Pour sa nièce, voir Thyra de Danemark (1880-1945).
Ne doit pas être confondu avec Thyre de Danemark.
Titre
Épouse du prétendant au trône de Hanovre
22 décembre 1878 – 14 novembre 1923
(44 ans, 10 mois et 23 jours)
Signature
Thyra de Danemark (en danois : Thyra af Danmark) née le 29 septembre 1853 à Copenhague (Danemark) et décédée le 26 février 1933 à Gmunden (Autriche) est une princesse de Danemark de naissance, devenue princesse héritière titulaire de Hanovre et duchesse de Cumberland et Teviotdale par mariage.

## Biographie

### Naissance et jeunesse

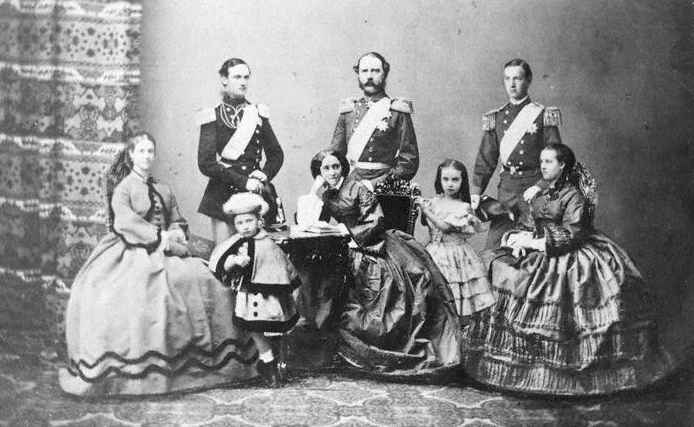
Thyra et sa famille en 1862. De gauche à droite : Dagmar, Frédéric, Valdemar, Christian, Louise, Thyra, Georges et Alexandra.

La princesse Thyra de Danemark naît le 29 septembre 1853 à la résidence de ses parents, le palais Jaune, situé près du palais d’Amalienborg, résidence principale de la famille royale de Danemark au centre de Copenhague. Elle est le cinquième enfant et la troisième fille du futur roi Christian IX de Danemark et de Louise de Hesse-Cassel qui la surnomme la « sage ». Enfant, elle partage une chambre avec ses sœurs aînées, Alexandra et Dagmar, et apprend à coudre et à tricoter ses propres vêtements et chaussettes. Sa famille est relativement en retrait mais heureuse jusqu'à ce que son père soit choisi avec le consentement des grandes puissances pour succéder à son cousin éloigné sans enfant, Frédéric VII, sur le trône danois. Deux mois seulement avant la naissance de Thyra, le nouvel acte de succession est adopté et la famille reçoit le titre de prince et princesse du Danemark.

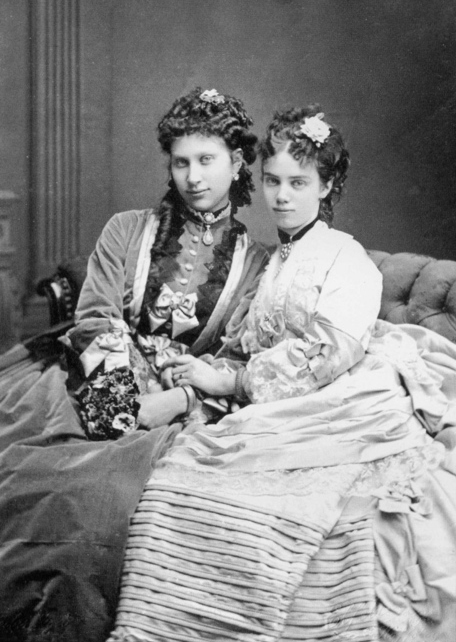
Thyra (à droite) avec sa belle-sœur Louise de Suède vers 1870.

En 1863, le roi Frédéric VII meurt et son père accède au trône du Danemark. Plus tôt la même année, son frère Georges a été élu roi de Grèce et sa sœur Alexandra a épousé Édouard, prince de Galles. En 1866, son autre sœur Dagmar épouse le tsarévitch de Russie, Alexandre. La princesse Thyra est confirmée le 27 mai 1870 par l'évêque de Zélande, Hans Lassen Martensen, dans la chapelle du palais de Christiansborg à Copenhague.
En 1871, à dix-huit ans, Thyra a une liaison avec le lieutenant de cavalerie Vilhelm Frimann Marcher, et tombe enceinte. Pour éviter le scandale, Thyra rejoint en Grèce son frère, le roi George Ier. Lorsque son père apprend par la presse grecque que Thyra est « malade », il se précipite en Grèce à ses côtés. Après l'accouchement à Athènes, le bébé est immédiatement donné en adoption. La presse danoise rapporte alors que Thyra souffre d'une jaunisse.
Thyra est une jeune femme séduisante et douce, aux cheveux noirs et aux yeux bleu foncé, et la reine Louise souhaite la marier aussi brillamment que ses sœurs aînées. Le premier prétendant de Thyra est le roi Guillaume III des Pays-Bas, mais comme il a trente-six ans de plus qu'elle et une réputation de débauché, elle le rejette.

### Mariage et descendance
Lors d'une visite familiale en Allemagne en 1878, Louise et Alexandra s'éclipsent en prétextant un rendez-vous chez un opticien. Cependant, elles organisent en réalité une rencontre entre Thyra et Ernest-Auguste de Hanovre, fils unique du roi exilé Georges V de Hanovre et de Marie de Saxe-Altenbourg. Thyra écrit dans son journal qu'elle est « très excitée » à l'idée de rencontrer le prince héritier. Ernest-Auguste est né prince héritier de Hanovre, mais en 1866 son père a été privé de son trône, lorsque le royaume de Hanovre a été annexé par la Prusse après s'être rangé du côté de l'Autriche dans la guerre austro-prussienne. Malgré cela, Thyra écrit qu'elle croyait qu'Ernest Auguste monterait un jour sur le trône de Hanovre.
Lors de leur rencontre, Ernest-Auguste embrasse immédiatement la main de Thyra, tandis qu'Alexandra les observe discrètement. Après un certain temps, Thyra propose le mariage à Ernest-Auguste. Alors que la famille de Thyra est enthousiasmée, la reine Victoria déclare que ses fiançailles sont « totalement sans fondement » après avoir échoué à marier l'un de ses propres fils à la princesse. 
Le 22 décembre 1878, Thyra épouse Ernest-Auguste à la chapelle royale du palais Christiansborg à Copenhague. De cette union naissent :
- Marie-Louise (1879-1948), épouse en 1900 le margrave Maximilien de Bade, dernier chancelier de l'Empire allemand,
- Georges (1880-1912), comte d'Armagh,
- Alexandra (1882-1963) épousa en 1904 le grand-duc Frédéric-François IV de Mecklembourg-Schwerin,
- Olga (1884-1958),
- Christian (1885-1901),
- Ernest-Auguste III (1887-1953), duc régnant de Brunswick de 1913 à 1918, épouse en 1913 Victoria-Louise de Prusse (1892-1980).

Thyra avec sa fille Olga en 1885.

Ernest-Auguste fait construire en 1882 le Schloss Cumberland, à Gmunden, comme résidence d'exil. 
La duchesse de Hanovre perd prématurément deux de ses trois fils. Le cadet, âgé d'à peine seize ans, meurt en 1901 d'une péritonite mal soignée. L'aîné trouve la mort en 1912 dans un accident d'automobile : âgé de trente-deux ans, il est célibataire et sans enfants. La succession de la maison de Hanovre repose désormais sur les épaules du benjamin, le duc Ernest-Auguste, qui vient d'avoir vingt-cinq ans.
Au grand dam de sa famille, celui-ci s'éprend de l'unique fille du Kaiser et ses sentiments sont partagés par la princesse prussienne. Un accord est trouvé : l'extinction de la maison ducale de Brunswick fait du prétendant au trône de Hanovre le souverain légitime du duché de Brunswick. Peu soucieux de compter parmi ses pairs un souverain que le méprise, le Kaiser a nommé un régent plutôt que de permettre à la maison de Hanovre de régner sur un duché enclavé dans son royaume de Prusse. L'élan romantique qui pousse sa fille et le duc héritier de Hanovre l'un vers l'autre permet un compromis politique. Le duc de Hanovre renonce à ses prétentions sur le duché de Brunswick en faveur de son fils qui, devenu le gendre du Kaiser, ne peut guère s'opposer à lui. Le mariage a lieu en mai 1913. C'est la dernière grande fête politique et familiale qui réunit les têtes couronnées d'Europe avant la Première Guerre mondiale et la chute des monarchies d'Europe centrale et orientale.
Les trois filles du couple ducal connaissent des destinées diverses. La benjamine ne se marie pas et la cadette épouse un prince souverain en la personne du grand-duc Frédéric-François IV de Mecklembourg-Schwerin (dont les sœurs sont reine de Danemark et princesse royale de Prusse). Quant à l'aînée, elle épouse en 1900 le prince Maximilien de Bade, surnommé « Max » par la famille et « le prince Max » par les gens du commun. Connu pour ses idées libérales, qui détonnent dans ce milieu militariste et conservateur, le prince est appelé par le Kaiser à la chancellerie de l'Empire en octobre 1918. Paradoxalement, il revient à ce prince héritier d'un des grands-duchés de l'Empire, beau-frère du grand-duc de Mecklembourg-Schwerin et de la fille du Kaiser, de proclamer la déchéance de la maison de Hohenzollern et la chute de la monarchie en Allemagne le 9 novembre 1918.
Thyra perd son mari en 1923. Elle le rejoint dans la tombe en 1933, à l'âge de soixante-dix-neuf ans. Parmi ses descendants se trouvent l'actuel chef de la maison de Hanovre ainsi que la reine Sophie d'Espagne et l'ancien roi des Hellènes Constantin II.

## Titulature et distinctions

### Titulature
- 1853-1858 : Son Altesse la princesse Thyra de Danemark
- 1858-1878 : Son Altesse Royale la princesse Thyra de Danemark
- 1878-1918 : Son Altesse Royale la princesse héritière de Hanovre, duchesse de Cumberland et Teviotdale, princesse de Grande-Bretagne et d'Irlande et duchesse de Brunswick-Lunebourg
- 1919-1933 : Son Altesse Royale la princesse héritière de Hanovre, duchesse de Cumberland et Teviotdale

### Distinctions
- 31 juillet 1876 : dame de l'ordre de Sainte-Catherine
- 1879 : dame de l'ordre de la Couronne d'Inde
- 19 avril 1880 : dame de l'ordre de la reine Marie-Louise
- Dame de l'ordre de Louise
- Dame de l'ordre d'Élisabeth